# Klaus Grawe
Klaus Detlev Grawe (* 29. April 1943 in Wilster; † 10. Juli 2005 in Zürich) war ein deutscher Psychologischer Psychotherapeut und Hochschullehrer mit dem Tätigkeitsschwerpunkt Psychotherapieforschung.

## Leben

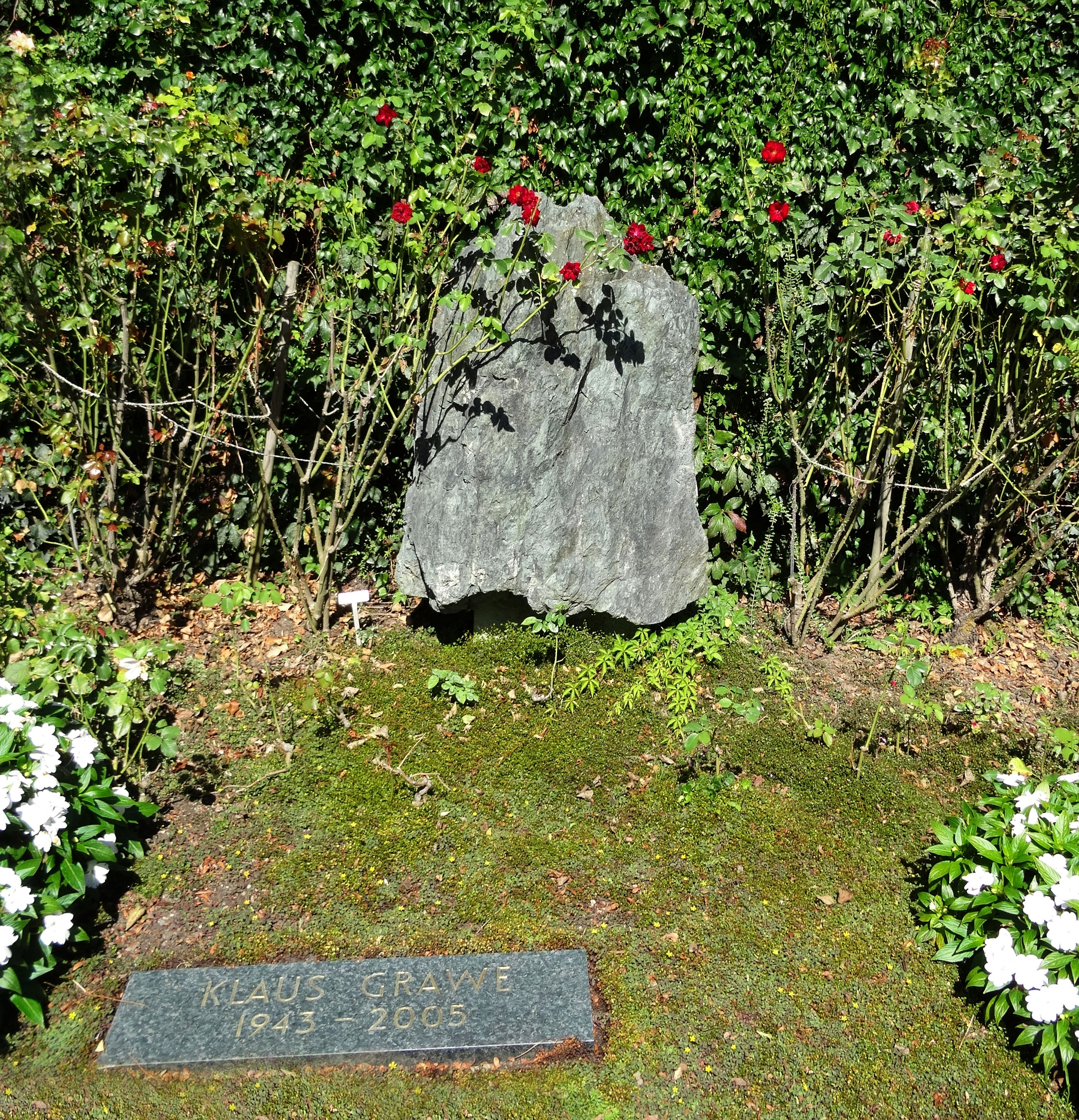
Grab, Friedhof Enzenbühl, Zürich

Grawe wuchs in Hamburg auf, erwarb sein Abitur 1962 an der Sankt-Ansgar-Schule und schloss 1968 sein Psychologiestudium an der Universität Hamburg ab. Von 1969 bis 1979 war er an der Psychiatrischen Universitätsklinik Hamburg-Eppendorf tätig. 1976 promovierte er an der Universität Hamburg mit der Doktorarbeit Indikation und spezifische Wirkung von Verhaltenstherapie und Gesprächspsychotherapie. 1979 habilitierte er sich in Hamburg und wurde an die Universität Bern berufen, wo er den Lehrstuhl für Klinische Psychologie und Psychotherapie übernahm. Hier richtete er auch eine Psychotherapeutische Praxisstelle ein, die Grundlage war für seine Therapieforschungsprojekte und für die praktische Ausbildung von Psychotherapeuten. 1995/1996 war er Präsident der Society for Psychotherapy Research. Er wohnte in Zürich, war verheiratet mit der Psychotherapeutin Marianne Grawe-Gerber und Vater von fünf Kindern. Seine letzte Ruhestätte fand er auf dem Friedhof Enzenbühl in Zürich.

## Wirken
Als Gutachter zu Fragen des deutschen Psychotherapeutengesetzes vom 16. Juni 1998 argumentierte Grawe ohne Erfolg für ein schulenübergreifendes Modell. In Zusammenarbeit mit Franz Caspar entwickelte er die Schemaanalyse als Weiterentwicklung der Plananalyse, einer Form der vertikalen Verhaltensanalyse, die deren kognitive Elemente mehr berücksichtigte. 1986 stellte er seine Schematheorie vor, auf deren Grundlage er die Verhaltensanalyse zur Schemaanalyse weiterentwickelte. In diesem Zusammenhang postulierte er seine Konsistenztheorie zu den vier bzw. fünf Grundbedürfnissen, deren Erfüllung bzw. die Angst vor deren Nichterfüllung zu Annäherungs- und Vermeidungsschemata führe, die in der Planung einer erfolgreichen Therapie zu berücksichtigen seien. Dafür entwickelte er die schematheoretische Fallkonzeption.
International wurde er bekannt durch zahlreiche Forschungen über die Wirksamkeit der verschiedenen Psychotherapierichtungen. 1994 veröffentlichte er Psychotherapie im Wandel. Diese fast 900 Seiten umfassende Publikation enthielt eine nach wissenschaftlichen Kriterien durchgeführte Meta-Analyse von 897 Wirksamkeitsstudien. Grawe vertrat die Ansicht, Psychotherapie solle ausschließlich auf der Grundlage akademischer Forschung basieren. Da seine Forschungsergebnisse nahelegten, die Verhaltenstherapie erfülle dieses Kriterium am ehesten und sei besonders wirksam, stand er fortan bei Vertretern der nicht verhaltenstherapeutisch orientierten psychotherapeutischen Richtungen (sogar bei denen, deren Wirksamkeit er ebenfalls bestätigte) in der Kritik. In dem von ihm vorgelegten Bericht über die Wirksamkeit von Psychotherapie an eine Kommission des deutschen Gesundheitsministeriums gab er an, dass die Verhaltenstherapie eine prominente Rolle spielen solle. Kritiker warfen ihm vor, die von ihm durchgeführte Meta-Analyse einseitig auf ein positives Ergebnis der Verhaltenstherapie abgestimmt zu haben und viele Studien in seine Analyse aufgenommen zu haben, die von der Versorgungsrealität abwichen und häufig methodisch fragwürdig seien.
Das sogenannte Grawe-Gutachten erfuhr von verschiedenen Seiten differenzierte Kritik, beispielsweise in dem von Volker Tschuschke und anderen herausgegebenen Sammelband mit dem Titel Zwischen Konfusion und Makulatur oder in der Erwiderung auf die Meta-Analyse von Klaus Grawe durch den Psychoanalytiker Wolfgang Mertens. Das Team um den Psychotherapieforscher Falk Leichsenring setzte sich mit den grundsätzlichen Schwierigkeiten von Wirksamkeitsvergleichen in Therapiestudien am Beispiel auch des Grawe-Gutachtens auseinander und kam zu einer kritischen Bewertung, weil „die meisten Studien nicht konsequent als vergleichende Evaluationen geplant worden sind und sich im nachhinein auch nicht in diesem Sinne interpretieren lassen“ würden. In Anspielung auf den von Grawe gewählten Untertitel seiner Meta-Analyse wählte der Psychoanalytiker Horst Kächele für seine Antwort den Titel Klaus Grawes Konfession und die psychoanalytische Profession. Kächele konfrontierte Grawes Mitteilungen mit anderen Untersuchungen zur Psychotherapieforschung und kam zu dem Schluss, er werde „der psychoanalytischen Behandlungswirklichkeit nicht gerecht“.
Aus seinen Forschungsergebnissen entwickelte Grawe das Ziel, den Schulenstreit zu überwinden und die Grundlagen einer Allgemeinen Psychotherapie zu entwickeln. Deshalb beschäftigte er sich in seinen letzten zehn Lebensjahren intensiv mit der Entwicklung und empirischen Überprüfung der Grundlagen einer Psychologischen Psychotherapie, für die er die Besonderheiten der tiefenpsychologischen bzw. verhaltenstherapeutischen Ansätze herausarbeitete (Stichwort Klärungs- bzw. bewältigungsorientierte Therapie), ihre gemeinsamen Wirkfaktoren extrahierte und als gemeinsame Grundlage seine Konsistenztheorie entwickelte, in die auch seine Schematheorie und schemaanalytische Fallkonzeption einfloss.
Zuletzt arbeitete Klaus Grawe unter anderem im Bereich der Erforschung der neuronalen Prozesse, die einem gestörten Erleben und Verhalten zu Grunde liegen, und an der Verschmelzung darauf basierender Ansätze für psychotherapeutische Veränderungsprozesse mit seinen bis dahin entwickelten theoretischen Ansätzen. In seinem letzten, 2004 veröffentlichten Werk verschmolz er seine Theorien mit den Ergebnissen der Neurowissenschaften und entwickelte die so genannte Neuropsychotherapie weiter, einen richtungsweisenden Ansatz neurowissenschaftlich fundierter Psychotherapie, der effiziente neue Perspektiven und Möglichkeiten beinhaltet.
Bis kurz vor seinem Tod arbeitete Grawe an der Validierung von fünf Wirkfaktoren, die therapieschulenübergreifend notwendige Voraussetzungen für das Gelingen von Psychotherapie sind. Er war absolut sicher, diese Faktoren empirisch nachprüfbar gefunden zu haben. Er belustigte sich einerseits darüber, dass die Kosten für Psychotherapie in Deutschland mittlerweile völlig von den Krankenkassen übernommen werden, andererseits bemerkte er kurz vor seinem Tod in einem Interview in report psychotherapie verbittert, wenn er bereits im Grabe läge, würde er sich dort umdrehen, wenn er wüsste, dass in Deutschland als Folge der Krankenkassenverträge die Psychotherapeuten nicht mehr frei entsprechend den aktuellen empirischen Erkenntnissen therapieren dürften. In der Schweiz, wo die Kosten der Psychotherapie nur zu einem kleinen Teil übernommen werden, sei diese Freiheit noch gegeben.
Die Verbindung von Theorie und Praxis (der Psychotherapie) mit dem primären Ziel, die praktische Arbeit unabhängig von therapeutischen Schulen zu gestalten, stand bei ihm stets im Vordergrund.

## Schriften
Monographien
- Differentielle Psychotherapie I: Indikation und spezifische Wirkung von Verhaltenstherapie und Gesprächspsychotherapie – eine Untersuchung an phobischen Patienten. Huber, Bern 1976, ISBN 3-456-80262-5 (Dissertation, Universität Hamburg, 1976).
- Mit Ruth Donati, Friederike Bernauer: Psychotherapie im Wandel – von der Konfession zur Profession. Hogrefe, Göttingen 1994; 5., unveränderte Auflage 2001, ISBN 3-8017-0481-5.
- Psychologische Therapie. Hogrefe, Göttingen 1998, ISBN 3-8017-0978-7; 2., korrigierte Auflage 2000, ISBN 3-8017-1369-5.
- Neuropsychotherapie. Hogrefe, Göttingen 2004, ISBN 3-8017-1804-2.

Herausgeberschaft
- Verhaltenstherapie in Gruppen. Urban & Schwarzenberg, München 1980, ISBN 3-541-09181-9.
- Mit Rita Ullrich de Muynck, Rüdiger Ullrich: Soziale Kompetenz II: Klinische Effektivität und Wirkungsfaktoren. Pfeiffer, München 1980, ISBN 3-7904-0294-X.
- Mit Rolf Hänni, Norbert Semmer, Franziska Tschan: Über die richtige Art, Psychologie zu betreiben: Klaus Foppa und Mario von Cranach zum 60. Geburtstag. Hogrefe, Göttingen 1991, ISBN 3-8017-0415-7.

Audio
- Mit Otto F. Kernberg: Erinnern und Entwerfen im psychotherapeutischen Handeln. 45. Lindauer Psychotherapiewochen 1995. 9 Hörkassetten. Carl-Auer-Systeme-Verlag, Heidelberg 1995, ISBN 3-931574-91-1.